# Anton Fink
Anton Fink (Dachau, 31 luglio 1987) è un calciatore tedesco, attaccante del Birkenfeld.

## Carriera
Ha giocato nella seconda divisione tedesca con il Karlsruhe.

## Palmarès

### Individuale
- Capocannoniere della 3. Liga: 2

2008-2009 (21 reti), 2012-2013 (20 reti, alla pari con Fabian Klos)